# Brigitte Fruth
Brigitte Fruth (* 1966 in Passau) ist eine deutsche Kirchenmusikerin.

## Leben
Fruth studierte ab 1987 Katholische Kirchenmusik mit Konzertfach Orgel an der Staatlichen Hochschule für Musik  in München bei Marlene Hinterberger und Franz Lehrndorfer. 1993 schloss sie ihr Studium ab. Anschließend war sie an St. Klara in München-Zamdorf tätig. 2001 wurde sie am Passauer Dom Dommusikassistentin und Domkantorin. Somit war sie an der Domsingschule als Chorleiterin, im Priesterseminar St. Stephan, im Diakonatskreis und beim Diözesanfrauenchor (bis 2010) tätig. 2017 erhielt sie den Volker-Mangold-Musikpreis und wurde stellvertretende Domkapellmeisterin. Zum 1. Juli 2023 übernahm sie zusätzlich die Kirchenmusikerstelle an der Wallfahrtskirche Mariahilf, Innstadt, Passau.